# High School Musical: The Concert
High School Musical: The Concert – trasa koncertowa promująca film High School Musical i albumy niektórych, grających w filmie, aktorów: Vanessa Hudgens, Ashley Tisdale oraz Corbin Bleu. Ponadto wystąpili Lucas Grabeel i Monique Coleman. Nie pojawił się Zac Efron, a zastąpił go Andrew Seeley. Każdy koncert otwierał krótki występ Jordan Pruitt.

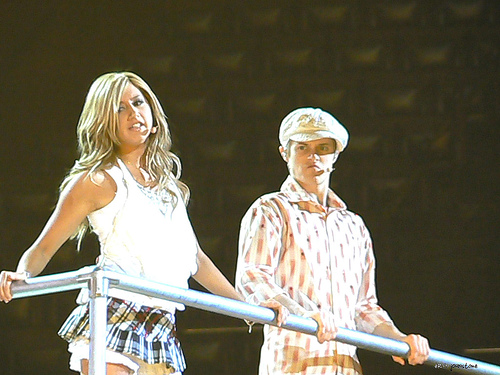
Ashley Tisdale i Lucas Grabeel podczas występu

Trasa była sponsorowana przez AEG Live i prezentowana przez Buena Vista Concerts. Obie spółki planują trasę promującą wszystkie trzy filmy High School Musical.

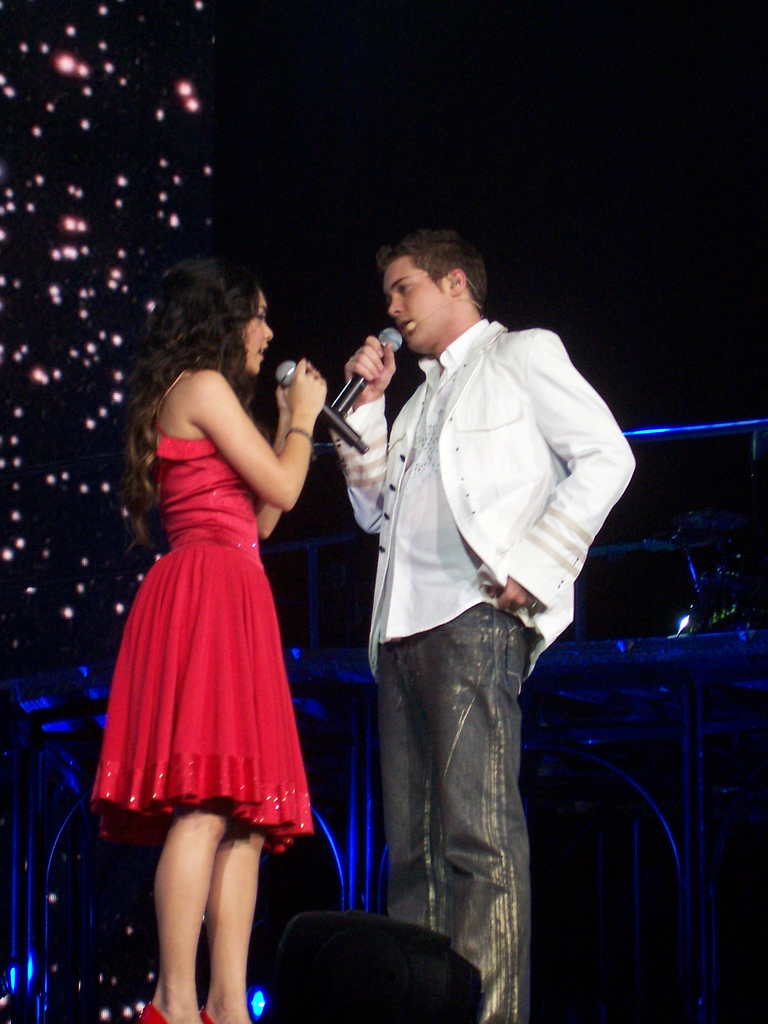
Vanessa Hudgens i Drew Seeley podczas występu

Trasa zorganizowała 51 koncertów składające się na dwie części – pierwsza to koncerty w Stanach Zjednoczonych (+ 1 koncert w Kanadzie), a druga to Ameryka Południowa (8 koncertów). Jeden koncert trwał około 2,5 godziny.

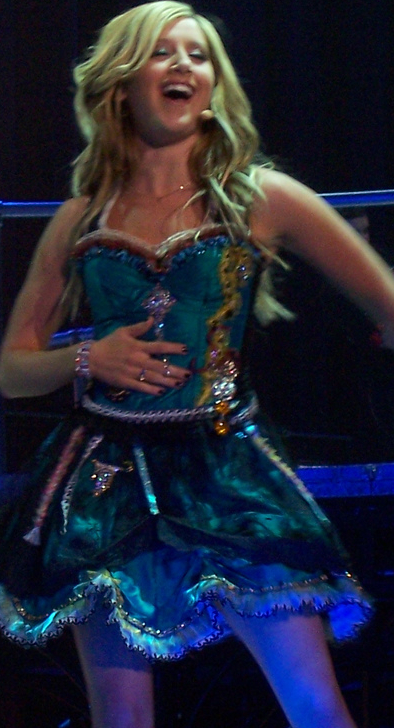
Ashley Tisdale podczas występu

## Lista utworów

### Otwarcie

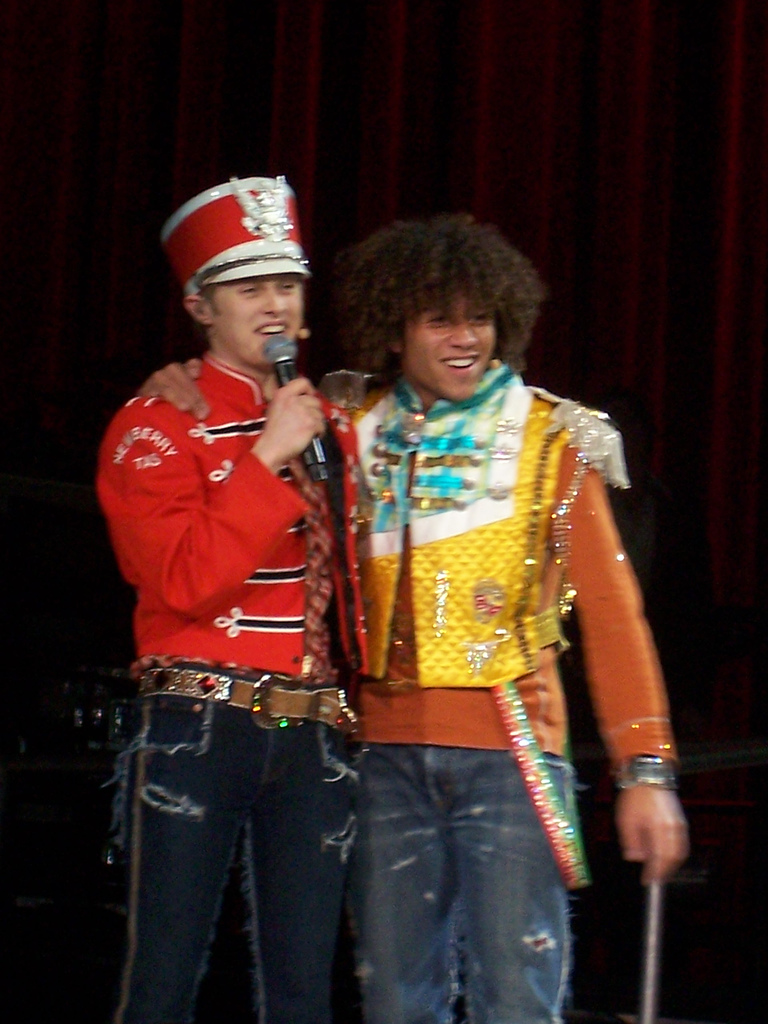
Lucas Grabeel i Corbin Bleu na scenie.

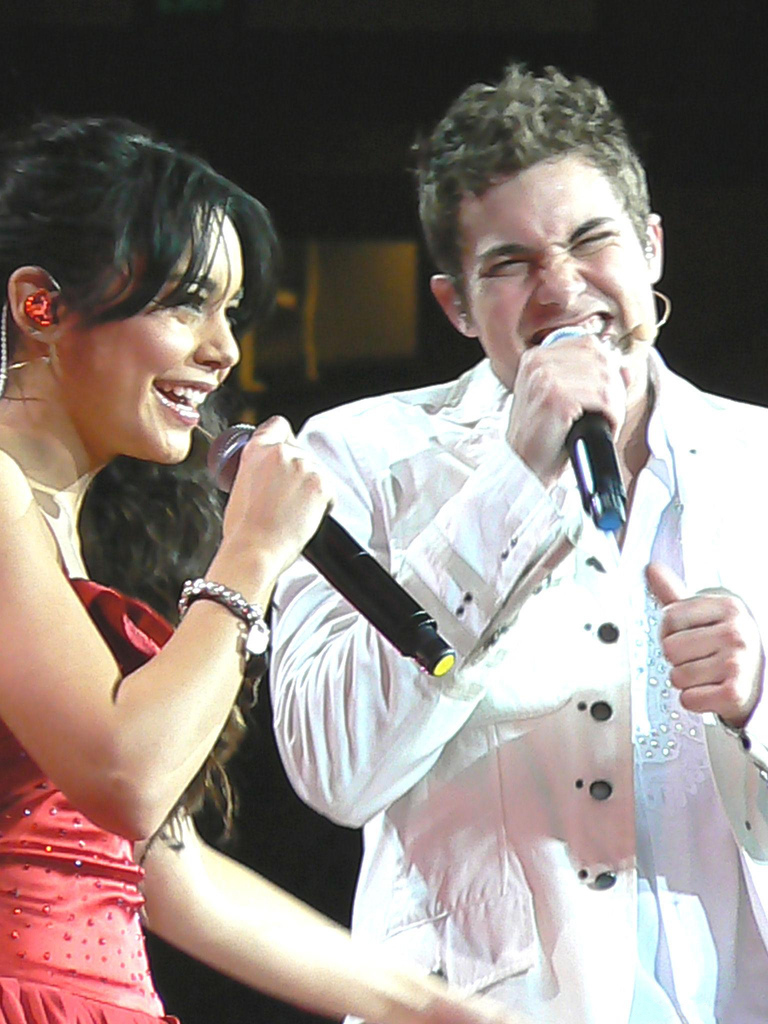

Jordan Pruitt:
1. „Jump to the Rhythm”
2. „Teenager”
3. „Outside Looking In”
4. „Miss Popularity”
5. „We Are Family”

### Koncert
1. „Start Of Something New” – obsada
2. „Stick To The Status Quo” – obsada
3. „I Can’t Take My Eyes Off Of You” – obsada
4. „When There Was Me And You” – Vanessa Hudgens
5. „Headstrong” – Ashley Tisdale
6. „We'll Be Together” – Ashley Tisdale
7. „He Said She Said” – Ashley Tisdale
8. „Get'cha Head In The Game” – Andrew Seeley, Corbin Bleu i tancerze
9. „Dance With Me” – Andrew Seeley i Monique Coleman
10. „Push It To The Limit” – Corbin Bleu
11. „Marchin” – Corbin Bleu
12. „What I've Been Looking For” – Ashley Tisdale i Lucas Grabeel
13. „What I've Been Looking For (Reprise)” – Andrew Seeley i Vanessa Hudgens
14. „Let’s Dance” – Vanessa Hudgens
15. „Say OK” – Vanessa Hudgens
16. „Come Back to Me” – Vanessa Hudgens
17. „Bop to the Top” – Ashley Tisdale i Lucas Grabeel
18. „Breaking Free” – Andrew Seeley i Vanessa Hudgens
19. „We're All In This Together” – obsada

## Lista koncertów
| Ameryka Północna   |                 |                   |                            |
| 30 listopada 2006  | San Diego       | Stany Zjednoczone | ipayOne Center             |
| 1 grudnia 2006     | San Jose        | Stany Zjednoczone | HP Pavilion                |
| 3 grudnia 2006     | Glendale        | Stany Zjednoczone | Jobing.com Arena           |
| 5 grudnia 2006     | Sacramento      | Stany Zjednoczone | ARCO Arena                 |
| 6 grudnia 2006     | Stockton        | Stany Zjednoczone | Stockton Arena             |
| 8 grudnia 2006     | Bakersfield     | Stany Zjednoczone | Rabobank Arena             |
| 10 grudnia 2006    | Portland        | Stany Zjednoczone | Rose Garden                |
| 11 grudnia 2006    | Seattle         | Stany Zjednoczone | KeyArena                   |
| 16 grudnia 2006    | Bossier City    | Stany Zjednoczone | CenturyTel Center          |
| 17 grudnia 2006    | Dallas          | Stany Zjednoczone | American Airlines Center   |
| 18 grudnia 2006    | Houston         | Stany Zjednoczone | Toyota Center              |
| 20 grudnia 2006    | Tampa           | Stany Zjednoczone | St. Pete Times Forum       |
| 21 grudnia 2006    | Orlando         | Stany Zjednoczone | TD Waterhouse Centre       |
| 22 grudnia 2006    | Columbia        | Stany Zjednoczone | Colonial Center            |
| 23 grudnia 2006    | Charlotte       | Stany Zjednoczone | Charlotte Bobcats Arena    |
| 27 grudnia 2006    | Greensboro      | Stany Zjednoczone | Greensboro Coliseum        |
| 28 grudnia 2006    | Waszyngton      | Stany Zjednoczone | Verizon Center             |
| 29 grudnia 2006    | Uniondale       | Stany Zjednoczone | Nassau Coliseum            |
| 30 grudnia 2006    | Manchester      | Stany Zjednoczone | Verizon Wireless Arena     |
| 2 stycznia 2007    | Toronto         | Kanada            | Air Canada Centre          |
| 3 stycznia 2007    | Rochester       | Stany Zjednoczone | Blue Cross Arena           |
| 4 stycznia 2007    | Hartford        | Stany Zjednoczone | Hartford Civic Center      |
| 6 stycznia 2007    | Pittsburgh      | Stany Zjednoczone | Mellon Arena               |
| 7 stycznia 2007    | Albany          | Stany Zjednoczone | Pepsi Arena                |
| 8 stycznia 2007    | East Rutherford | Stany Zjednoczone | Continental Airlines Arena |
| 10 stycznia 2007   | Worcester       | Stany Zjednoczone | DCU Center                 |
| 11 stycznia 2007   | Filadelfia      | Stany Zjednoczone | Wachovia Spectrum          |
| 12 stycznia 2007   | Charlottesville | Stany Zjednoczone | John Paul Jones Arena      |
| 13 stycznia 2007   | Cincinnati      | Stany Zjednoczone | U.S. Bank Arena            |
| 14 stycznia 2007   | Cleveland       | Stany Zjednoczone | Wolstein Center            |
| 16 stycznia 2007   | Auburn Hills    | Stany Zjednoczone | The Palace of Auburn Hills |
| 17 stycznia 2007   | Indianapolis    | Stany Zjednoczone | Conseco Fieldhouse         |
| 18 stycznia 2007   | Columbus        | Stany Zjednoczone | Schottenstein Center       |
| 19 stycznia 2007   | Chicago         | Stany Zjednoczone | Allstate Arena             |
| 21 stycznia 2007   | Milwaukee       | Stany Zjednoczone | Bradley Center             |
| 22 stycznia 2007   | Saint Louis     | Stany Zjednoczone | Scottrade Center           |
| 23 stycznia 2007   | Kansas City     | Stany Zjednoczone | Kemper Arena               |
| 26 stycznia 2007   | Anaheim         | Stany Zjednoczone | Honda Center               |
| 27 stycznia 2007   | Fresno          | Stany Zjednoczone | Selland Arena              |
| 28 stycznia 2007   | Las Vegas       | Stany Zjednoczone | Thomas and Mack Center     |
| Ameryka Południowa |                 |                   |                            |
| Data               | Miasto          | Kraj              | Miejsce                    |
| 15 maja 2007       | Buenos Aires    | Argentyna         | Estadio Monumental         |
| 16 maja 2007       | Buenos Aires    | Argentyna         | Estadio Monumental         |
| 18 maja 2007       | Santiago        | Chile             | Estadio Nacional           |
| 20 maja 2007       | São Paulo       | Brazylia          | Estádio do Morumbi         |
| 22 maja 2007       | Caracas         | Wenezuela         | Estadio Universitario      |
| 24 maja 2007       | Monterrey       | Meksyk            | Auditorio Coca-Cola        |
| 27 maja 2007       | Meksyk          | Meksyk            | Foro Sol                   |
| 30 maja 2007       | Guadalajara     | Meksyk            | Arena VFG                  |

## Album koncertowy
Wydanie 1: CD/DVD (wydany: 1 maja 2007):
- Dysk 1 [CD]

1. „Start Of Something New” – Drew & Vanessa ft. Ashley, Lucas, Corbin i Monique
2. „Stick To The Status Quo” – Ashley, Lucas, i obsada
3. „I Can’t Take My Eyes Off Of You” – Drew, Vanessa, Ashley i Lucas ft Corbin i Monique
4. „When There Was Me And You” – Vanessa
5. „Get'cha Head In The Game” – Drew, Corbin, and Men Dancers
6. „What I've Been Looking For (Reprise)” – Drew & Vanessa
7. „What I've Been Looking For” – Ashley & Lucas
8. „Bop To The Top” – Ashley & Lucas
9. „Breaking Free” – Drew & Vanessa
10. „We're All In This Together” – Drew, Vanessa, Ashley, Lucas i obsada

Bonus
1. „Push It To The Limit” – Corbin
2. „Say OK” – Vanessa
3. „Dance With Me” – Drew
4. „We'll Be Together” – Ashley

- Dysk 2 [DVD]

1. 5 występów hitów High School Musical („Start of Something New”, „Get'cha Head In The Game”, „Bop To The Top”, „Breaking Free”, „We're All in This Together”)
2. Wywiady z aktorami (Concert Highlights DVD)
3. Zapowiedź High School Musical: The Concert Extreme Access Pass

Wydanie 2: DVD (wydany: 26 maja 2007):
1. „Start Of Something New” – obsada
2. „Stick To The Status Quo” – obsada
3. „I Can’t Take My Eyes Off Of You” – obsada
4. „When There Was Me And You” – Vanessa  Hudgens
5. „We'll Be Together” – Ashley Tisdale
6. „Get'cha Head In The Game” – Drew  Seely & Corbin Bleu z tancerzami
7. „Push It To The Limit” – Corbin Bleu
8. „Marchin” – Corbin Bleu
9. „What I've Been Looking For (Reprise)” – Vanessa Hudgens & Drew Seely
10. „What I've Been Looking For” – Ashley Tisdale & Lucas Grabeel
11. „Say OK” – Vanessa Hudgens
12. „Bop To The Top” – Ashley Tisdale & Lucas Grabeel
13. „Breaking Free” – Vanessa Hudgens & Drew Seely
14. „We're All In This Together” – obsada

Bonus
1. Jordan Pruitt – otwarcie koncertu („Jump to the Rhythm”, „Teenager”, „Outside Looking In”, „Miss Popularity”)
2. High School Musical: On the Road
3. U Direct („Start of Something New”, „Get'cha Head In The Game”, „Bop To The Top”, „Breaking Free”, „We're All in This Together”)
4. High School Musical 2